# Lamson's
Lamson's was een warenhuisketen uit Toledo, Ohio, die actief was van 1885 tot 1976.

## Geschiedenis
Lamson's werd in 1885 opgericht door Julius Lamson en zijn broers als Lamson Brothers Company. Het bedrijf begon als een bescheiden winkel op Summit Street en groeide uit tot een van de meest prestigieuze warenhuizen in de regio.. In 1928 opende Lamson's een nieuw, indrukwekkend gebouw op de hoek van Jefferson Avenue en Huron Street. Het ontwerp was geïnspireerd op een Italiaans palazzo, met elementen die de handelsgilden van Florence symboliseerden. Het gebouw had vijf verdiepingen en bood een breed scala aan producten, van mode tot huishoudelijke artikelen.
Onder leiding van Julius Lamson breidde het bedrijf zich uit met filialen in Maumee (1943), Colony Shopping Center (1952), Parkway Plaza (1955), Franklin Park Mall (1971) en Southwyck Mall (1972). Deze uitbreiding weerspiegelde de groeiende welvaart en het veranderende winkelgedrag in de regio.
In 1974 sloot het oorspronkelijke warenhuis aan Jefferson Avenue zijn deuren. Het bedrijf ging in 1976 failliet, mede door de opkomst van winkelcentra en veranderende consumentenvoorkeuren. Het gebouw werd later herbestemd en is nu bekend als het One Lake Erie Center. Het warenhuis stond bekend om zijn klantgerichte benadering, met het motto: "Toledo Born - Toledo Owned - Toledo Operated".